# Tropical Gangsters
Tropical Gangsters è il terzo album del gruppo musicale statunitense Kid Creole & The Coconuts, pubblicato dall'etichetta discografica ZE Records il 10 maggio 1982. Negli Stati Uniti e in Canada, il lavoro è stato messo in commercio con il titolo Wise Guy.
L'album è prodotto da August Darnell, leader del gruppo, che firma per intero 6 brani e cura gli arrangiamenti di 7 degli 8 totali.
Dal disco vengono tratti i singoli I'm a Wonderful Thing, Baby, Stool Pigeon e Annie, I'm Not Your Daddy.

## Tracce

### Lato A
1. Annie, I'm Not Your Daddy
2. I'm a Wonderful Thing, Baby
3. Imitation
4. I'm Corrupt

### Lato B
1. Loving You Made a Fool Out of Me
2. Stool Pigeon
3. The Love We Have
4. No Fish Today